# Cratere Schorr
Schorr è un cratere lunare di 52,09 km situato nella parte sud-orientale della faccia visibile della Luna.